# Diplochorda brevicornis
Diplochorda brevicornis är en tvåvingeart som först beskrevs av Saunders 1861.  Diplochorda brevicornis ingår i släktet Diplochorda och familjen borrflugor. Inga underarter finns listade i Catalogue of Life.